# Okel

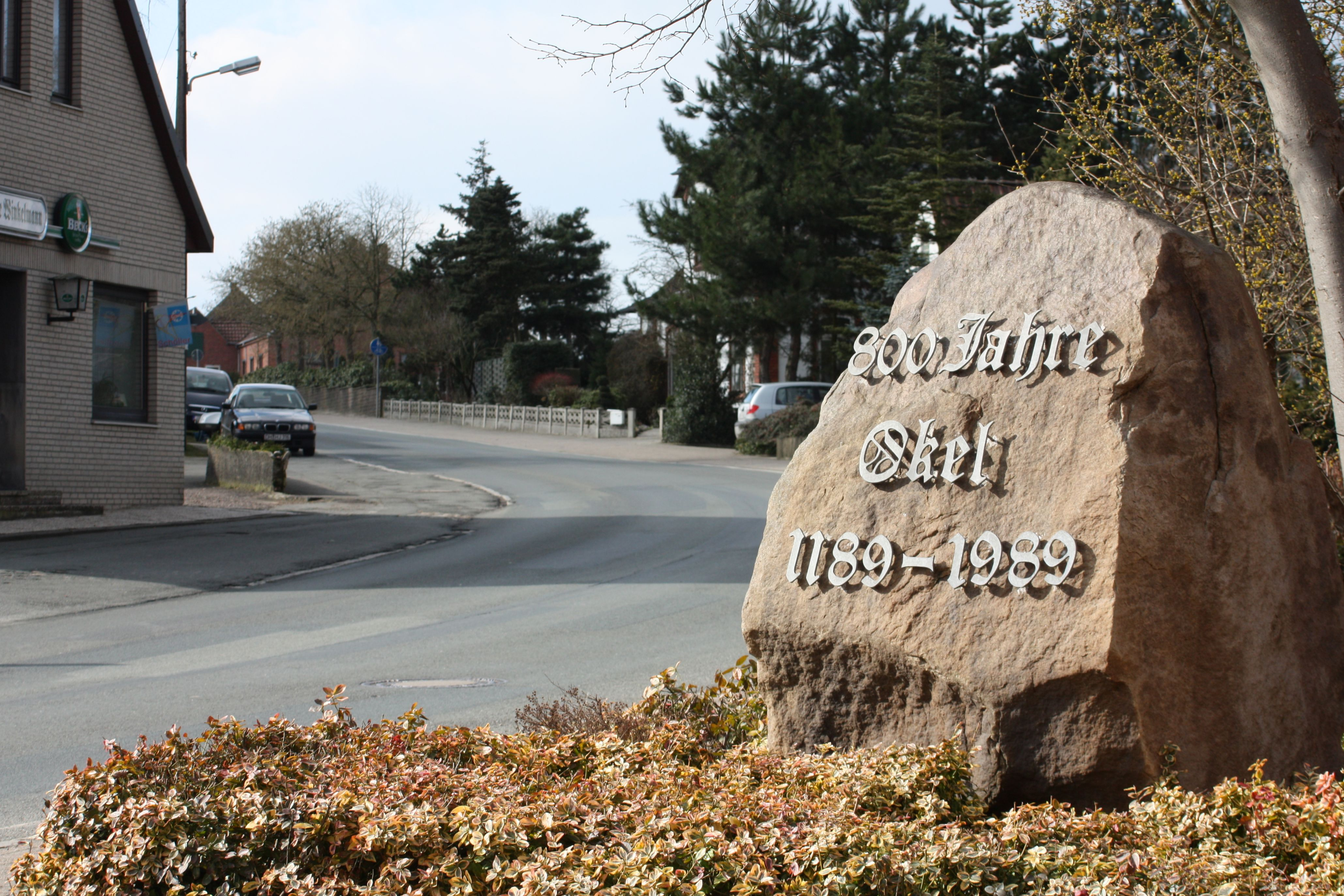
Okel

Okel ist ein Ortsteil der Stadt Syke, Landkreis Diepholz, Niedersachsen.

## Geographie

### Geographische Lage
Die vorher selbstständige Gemeinde Okel, zu der auch „Gut Falkenburg“ gehört, ist ein Ortsteil der Stadt Syke. Zusammen mit den Syker Ortsteilen Ristedt, Barrien und Gessel wird ein nördlicher Bereich mit der Verbindung zum „Bremer Speckgürtel“ gebildet. Von der Einwohnerzahl her steht Okel innerhalb der 13 Syker Ortsteile an fünfter Stelle, von der Fläche (14,12 km²; zum Vergleich: Syke = 17,24 km²) her an dritter Stelle.

### Nachbarorte
Nachbarn von Okel sind die Syker Ortsteile Barrien, Osterholz und Syke (Kernbereich). Von den Syker Nachbargemeinden sind es Weyhe im Norden und die Samtgemeinde Thedinghausen (Landkreis Verden) im Osten.
Okel gehört zusammen mit Ristedt, Gessel, Leerßen, Barrien und Osterholz zum Kirchspiel Barrien.

### Flüsse/Bäche
- Im östlichen Ortsbereich, zur Samtgemeinde Thedinghausen hin, fließt der Süstedter Bach, der in Süstedt entspringt und östlich von Weyhe-Kirchweyhe in den Kirchweyher See mündet. Zeitweise ist er Grenzfluss zur Samtgemeinde Thedinghausen (Emtinghausen und Riede). Außerdem fließt noch mitten durch Okel ein kleiner Bach, der Beeke heißt.

## Geschichte
Okel wurde 1189 erstmals erwähnt.
Am 1. März 1974 wurde die Gemeinde Okel in die Stadt Syke eingegliedert.

### Einwohnerentwicklung
- 1961: 0881 Einwohner[1]
- 1966: 0818 Einwohner
- 1970: 0827 Einwohner[1]
- 1982: 0993 Einwohner
- 2006: 1115 Einwohner

## Politik

### Ortsrat
Der Ortsrat, der den Ortsteil Okel vertritt, setzt sich aus fünf Mitgliedern zusammen. Die Ratsmitglieder werden durch eine Kommunalwahl für jeweils fünf Jahre gewählt. Die aktuelle Amtszeit begann am 1. November 2021 und endet am 31. Oktober 2026.
Bei der Kommunalwahl 2021 ergab sich folgende Sitzverteilung:
| Ortsrat 2021Insgesamt 5 Sitze - Grüne: 1 - FWG: 3 - CDU: 1 |

### Ortsbürgermeisterin
Die aktuelle Bürgermeisterin ist Marlene Früchtenicht (FWG).

## Infrastruktur
Okel hat keine eigene Kirche, wohl aber einen Friedhof mit einer Friedhofskapelle.
 
Das Kriegerdenkmal von 1922 enthält die Namen der Gefallenen und Vermissten aus dem Ersten Weltkrieg und aus dem Zweiten Weltkrieg.

Der Ort hatte bis 1977 eine eigene Schule.

### Verkehr
- Okel liegt fernab des großen Verkehrs. Die nächste Bundesstraße, die B 6, verläuft 3 km entfernt durch Barrien und schafft Verbindungen zum Norden (Bremen, zur A 1 und zur A 27) und zum Süden (Hannover, zur A 2).
- Der 4 km entfernte, nördlich vom Barrier Ortskern gelegene ehemalige Bahnhof (seit 1972 nur noch Haltepunkt) der DB gehört zur Strecke Bremen-Osnabrück. Insgesamt 38-mal an Wochentagen halten dort die Regionalzüge der DB bzw. der Regio-S-Bahn Bremen/Niedersachsen (Betrieb durch NordWestBahn GmbH).

Straßen und Wege
Spätestens 1974 haben alle 30 Okeler Straßen und einige Wege Namen bekommen. Zwei gut ausgebaute Hauptstraßen (Landesstraße 333 und  Kreisstraße 121) durchschneiden den Ort und unterteilen ihn in verschiedene Bereiche:
- die Okeler Straße (L 333) verläuft westlich und dann südlich nach Syke bzw. westlich – und über die K 122 – nach Barrien
- die Okeler Straße (L 333) verläuft östlich in Richtung Thedinghausen
- die Straße An der Beeke (K 121) verläuft nördlich nach Weyhe-Sudweyhe
- die Straße Smeer Ort (K 121) verläuft südlich nach Osterholz und weiter nach Gödestorf

Namen der Okeler Straßen: Achter Jürns Hoff, Alte Beeke, Am Sandberg, An der Beeke, Börnbarg, Brake, Diekhus, Dree Eck, Falkenburg, Haarbrook, Kapellenweg, Kuhlenstraße, Liensch, Okeler Heide, Okeler Schlatt, Okeler Straße, Piepsche, Sandberg, Sarusch, Schulstraße, Schultenweg, Seufzerberg, Smeer Ort, Steinstücke, Stichweg, Winkelweg, Wurth, Zum Busch, Zum Heidmoor, Zwei Mühlen.

## Vereine
- Wir für Okel e. V. von 2022
- Freiwillige Feuerwehr Okel
- Turn- und Sportverein Okel von 1930
- Reit- und Fahrverein Okel und Umgegend von 1909
- Schützenverein von 1926
- TSV Okel (Fußballverein)[3]

## Sehenswürdigkeiten

Driving Range auf dem Golfplatz Okel

- In der Liste der Baudenkmale in Syke ist für Okel ein Baudenkmal aufgeführt.
- Die kleinen Waldgebiete „Okeler Busch“ und „Falkenburg“, in dem Rippenfarn (Blechnum spicant) in einigen Exemplaren wächst
- Das „Okeler Schlatt“, auch „Eggers Schlatt“ genannt, steht unter Naturschutz.
- Ein Golfplatz, nördlich der Okeler Straße und westlich der Kuhlenstraße gelegen, ist eine 27-Loch-Anlage auf sandreichem, leicht hügeligem Gelände, eingerahmt von altem Waldbestand. Auch in den Wintermonaten ist der Spielbetrieb auf dem 105 ha großen Gelände wegen seiner erhöhten Lage auf einem trockenen Rücken der Syker Geest möglich. Betreiber des Golfplatzes ist der Golfclub Syke.[4]
- Das Kriegerdenkmal auf dem Okeler Friedhof  enthält die Namen von 24 Gefallenen und Vermissten aus dem Ersten Weltkrieg und die Namen von 31 Gefallenen und 12 Vermissten aus dem Zweiten Weltkrieg. (siehe Kriegerdenkmale in Syke#Okel)
- Im Nostalgie Museum werden neben der Dorfgeschichte Okels diverse Zweiräder (u. a. ein Hochrad aus dem Jahr 1880), historische Motorräder, Oldtimer und kleine Exponate präsentiert. Betrieben wird das Museum mit Café im Festsaal des ehemaligen Gasthauses Winkelmann, das seit 1883 prägend für das Okeler Ortsbild ist. Es liegt direkt an der Landesstraße L 333 am Ortseingang, von Syke kommend.[5][6][7][8]

## Söhne und Töchter des Ortes
- Gabriele Ullrich (* 1960 in Syke-Okel) ist eine Autorin, die seit 1984 freiberuflich in den Bereichen Printmedien, Hörfunk und Film arbeitet. Ihr Schwerpunkt sind Frauen-Biographien.
- Jürgen Schmock, von 1980 bis 2020 ununterbrochen Mitglied des Ortsrates Okel, seit 1990 Stellvertretender Ortsbürgermeister Okel, 2001 bis 2020 Ortsbürgermeister Okel. Aufgrund seiner zahlreichen Verdienste um Okel erhielt Jürgen Schmock 2023 das Bundesverdienstkreuz verliehen.[9]